# Lampadena urophaos
Lampadena urophaos és una espècie de peix de la família dels mictòfids i de l'ordre dels mictofiformes.

## Subespècies
- Lampadena urophaos atlantica (Maul, 1969)
- Lampadena urophaos urophaos (Paxton, 1963)